# Kfar Warburg
Kfar Warburg (hebrejsky, doslova „Warburgova vesnice“, v oficiálním přepisu do angličtiny Kefar Warburg) je vesnice typu mošav v Izraeli, v Jižním distriktu, v Oblastní radě Be'er Tuvja.

## Geografie
Leží v nadmořské výšce 56 metrů v pobřežní nížině, v regionu Šefela. Jižně od obce probíhá vádí Nachal Guvrin.
Obec se nachází 11 kilometrů od břehu Středozemního moře, cca 39 kilometrů jižně od centra Tel Avivu, cca 48 kilometrů jihozápadně od historického jádra Jeruzalému a 2 kilometry jihozápadně od Kirjat Mal'achi. Kfar Warburg obývají Židé, přičemž osídlení v tomto regionu je etnicky převážně židovské.
Kfar Warburg je na dopravní síť napojen pomocí dálnice číslo 3.

## Dějiny
Kfar Warburg byl založen v roce 1939. Už roku 1935 se v této lokalitě pokusila skupina Židů okolo organizace Irgun Menachem (ארגון מנחם) o zřízení osady. Roku 1936 ale místo opustila kvůli izolovanosti a převaze nepřátelsky naladěných Arabů v okolní krajině (později založila nedaleko odtud vesnici Kfar Menachem). Za vznikem Kfar Warburg stála organizace Amika (אמיק"א), která v době doznívajícího arabského povstání v tehdejší mandátní Palestině podporovala rozšiřování židovských osad, a dále osadníci z Kfar Menachem. Vesnice je pojmenována podle Felixe M. Warburga, židovského filantropa a zakladatele organizace American Jewish Joint Distribution Committee.
Během války za nezávislost v roce 1948 byla vesnice ostřelována egyptskou armádou. Společně se sousedním mošavem Be'er Tuvja šlo tehdy o jediné židovské osídlení v tomto regionu na pomezí pobřežní nížiny a severního okraje pouště Negev. Ženy a děti byly dočasně evakuovány. Nakonec ale oblast ovládla izraelská armáda. V obci se dodnes nachází vojenský hřbitov pro oběti bojů. Roku 1959 zde kromě toho vznikl i památník obětem války.
Koncem 40. let měl mošav Kfar Warburg rozlohu katastrálního území 1 731 dunamů (1,731 kilometru čtverečního). V roce 1950 populaci mošavu posílila skupina židovských přistěhovalců z Evropy, většinou přeživších holokaust. V 50. letech v obci vyrostlo kulturní středisko.

## Demografie
Podle údajů z roku 2014 tvořili naprostou většinu obyvatel v Kfar Warburg Židé – cca 1000 osob (včetně statistické kategorie "ostatní", která zahrnuje nearabské obyvatele židovského původu ale bez formální příslušnosti k židovskému náboženství, cca 1100 osob).
Jde o menší obec vesnického typu s dlouhodobě rostoucí populací. K 31. prosinci 2014 zde žilo 1067 lidí. Během roku 2014 populace stoupla o 0,9 %.
| Rok            | 1948 | 1961 | 1972 | 1983 | 1995 | 2001 | 2003 | 2004 | 2005 | 2006 | 2007 | 2008 | 2009 | 2010 | 2011 | 2012 | 2013 | 2014 |
| -------------- | ---- | ---- | ---- | ---- | ---- | ---- | ---- | ---- | ---- | ---- | ---- | ---- | ---- | ---- | ---- | ---- | ---- | ---- |
| Počet obyvatel | 327  | 510  | 472  | 563  | 649  | 759  | 760  | 781  | 804  | 873  | 903  | 933  | 925  | 936  | 967  | 1030 | 1057 | 1067 |